# Melasma rhinanthoides
Melasma rhinanthoides är en snyltrotsväxtart som först beskrevs av Adelbert von Chamisso, och fick sitt nu gällande namn av George Bentham. Melasma rhinanthoides ingår i släktet Melasma och familjen snyltrotsväxter. Inga underarter finns listade i Catalogue of Life.